# Lindå
 For alternative betydninger, se Lindå (flertydig). (Se også artikler, som begynder med Lindå)
Lindå er en lille landsby tæt ved Aarhus, Hornslet og Todbjerg.
Midttrafik betjener byen med linje 18.
|  | Denne artikel om lokaliteten Lindå kan blive bedre, hvis der indsættes et (bedre) billede. Du kan hjælpe ved at afsøge Wikimedia Commons for et passende billede eller lægge et op på Wikimedia Commons med en af de tilladte licenser og indsætte det i artiklen. |

56°17′51.05″N 10°14′50.37″Ø / 56.2975139°N 10.2473250°Ø